# Niederrodenbacher Steinbrüche
Die Niederrodenbacher Steinbrüche sind ein Naturschutzgebiet auf dem Gebiet der Gemeinde Rodenbach im Main-Kinzig-Kreis in Hessen. Das Naturschutzgebiet liegt südlich des Rodenbacher Ortsteils Niederrodenbach. Die Landesgrenze zu Bayern verläuft unweit südlich. Es besteht aus den ehemaligen Steinbrüchen und der „Bindernagelswiese“ und dem angrenzenden Wald.

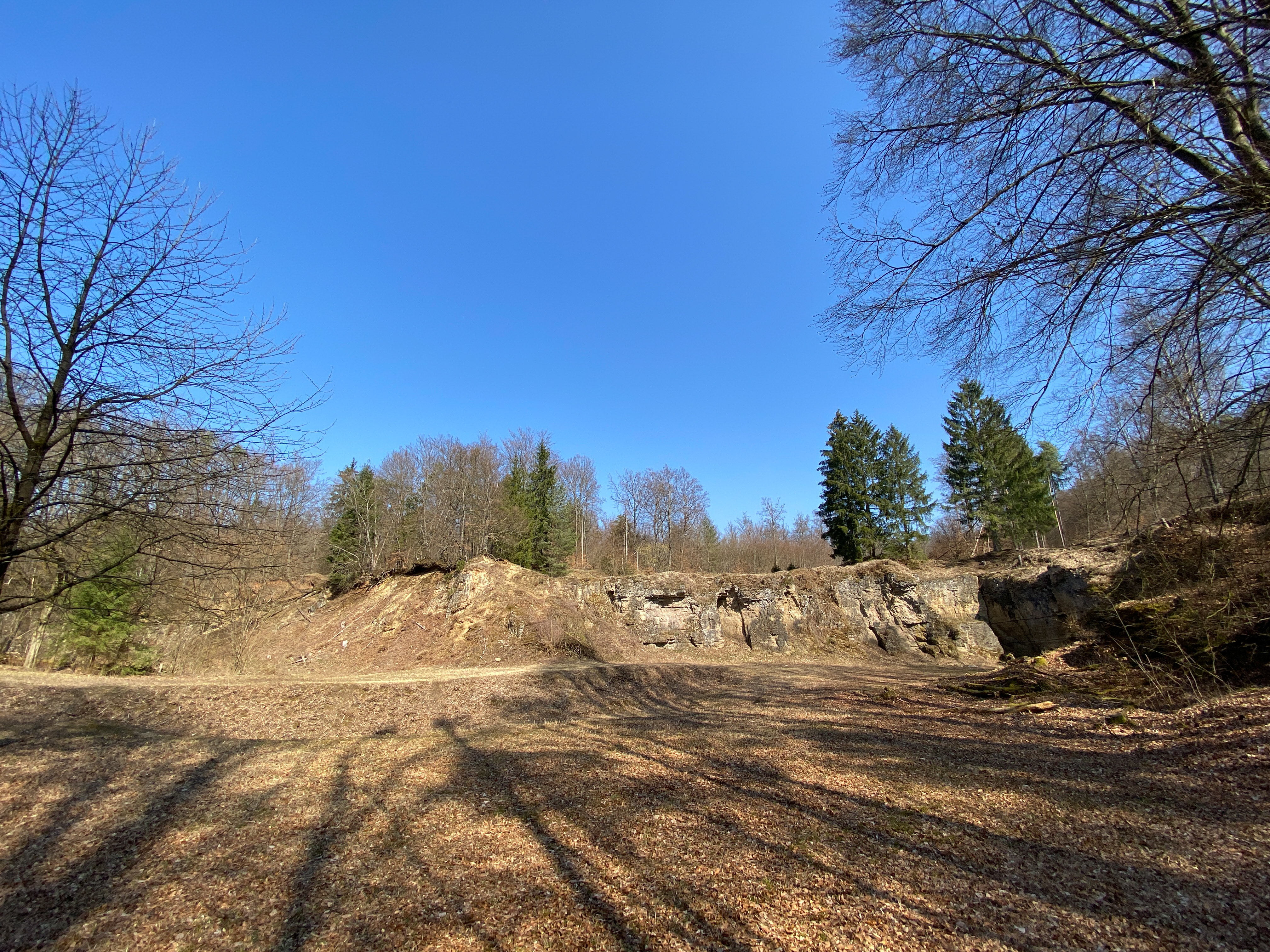
Niederrodenbacher Steinbrüche

## Geschichte
Bei dem in den Niederrodenbacher Steinbrüchen abgebauten Gestein handelt es sich um Zechstein-Dolomitkalk, der als Sediment durch das einstige Zechsteinmeer während der Perm-Zeit gebildet wurde. Bereits im Mittelalter wurde hier Kalkstein abgebaut, so dass z. B. das historische Rathaus, die evangelische Kirche und die Stadtbefestigung in Niederrodenbach mit von dort stammenden Steinen errichtet wurden. In den 1950er-Jahren endete der Betrieb der Steinbrüche. Auf den durch den Steinbruchbetrieb entstandenen Lichtungen haben sich viele Tier- und Pflanzenarten angesiedelt. Um dort eine Verbuschung und Wiederbewaldung zu verhindern, werden die Lichtungen regelmäßig gepflegt und gemäht.

## Bedeutung
Das 37,17 ha große Gebiet mit der Kennung 1435008 ist seit dem Jahr 1979 als Naturschutzgebiet ausgewiesen. Es steht unter Naturschutz, um „den Bereich des Kalksteinbruchs und die angrenzende Wiese mit zahlreichen vollkommen geschützten, teilweise geschützten oder seltenen Insektenarten zu schützen und als wertvolles Biotop zu erhalten“. Zu den dort heimischen Pflanzenarten gehören unter anderem Tollkirsche, Wasserdost, Akelei, Wiesen-Schlüsselblume, Mondraute, Schattenblümchen, Nestwurz, Ragwurz, Graslilie, Schwalbenwurz, Thymian.